# 三木スケートボードパーク

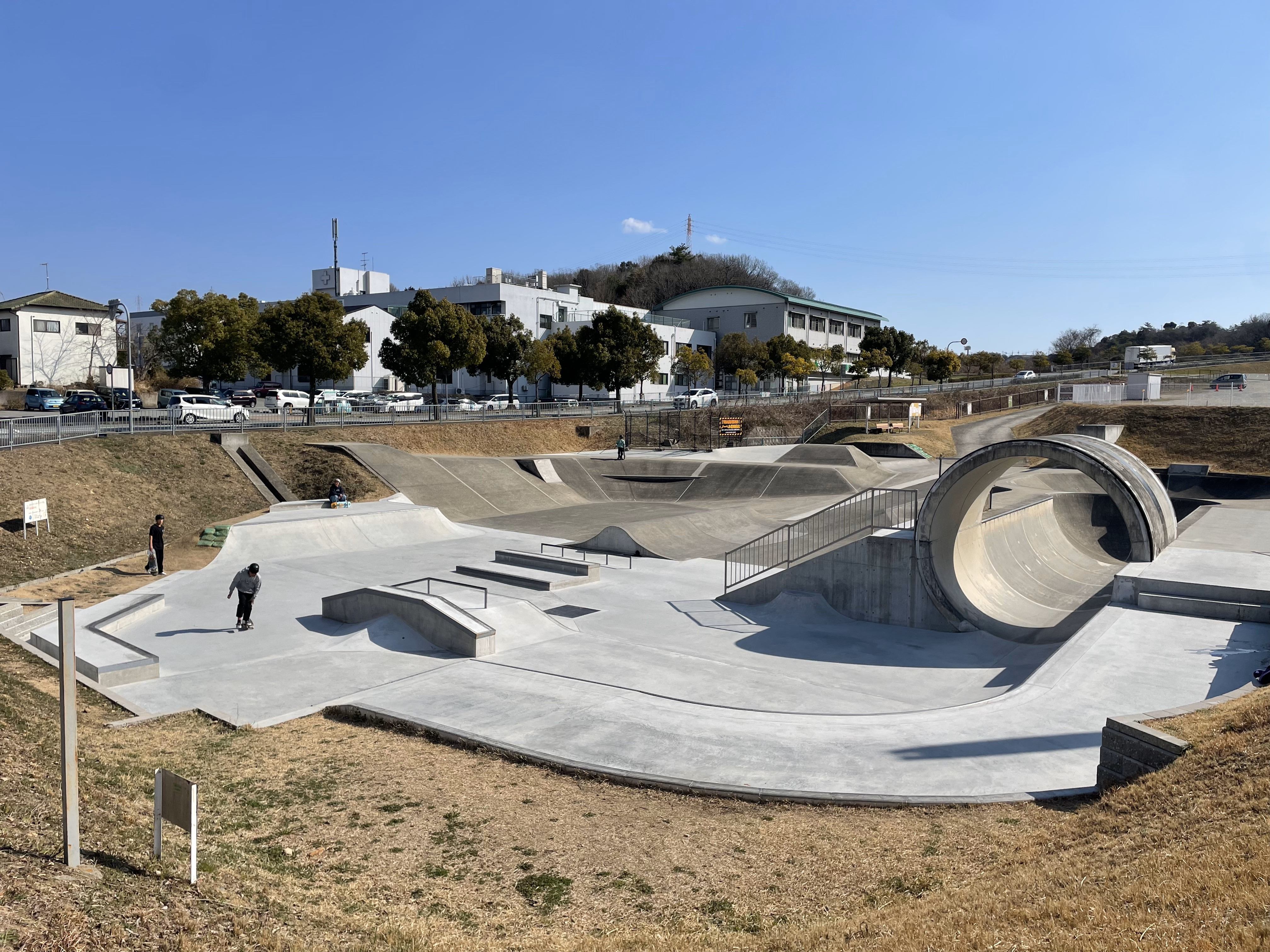
2022年度整備拡充工事後　全景

三木スケートボードパーク（みきスケートボードパーク）は兵庫県三木市上の丸町にあるスケートボード場である。

## 概要
- 三木市民・スケートボード愛好家が市内に「市内にスケートボードを楽しみたい」・駅前などでスケートボードをするのが危険であることの要望があり、その要望に応えて市内のスケーターのアイデアにより、だれでも利用できるように2005年4月29日に950万円でスケートボードパーク場として作られた。[1]日本唯一のフルパイプを有するパブリックパーク場であり、未完成である。[2][3]
- ローカルスケーター長年のパーク完成要望や、2021年の東京オリンピックでの日本人スケーターの活躍があり、2022年7月28日に三木市よりリニューアル案を発表、2022年2月工事完成予定と記者発表が行われた。 令和4年度の三木市当初予算では整備事業費3,000万円と発表されている。

## 施設
- スケートボード場[3]
  - 当初は同パーク北側に坂のコースや周囲に観覧席を設ける計画だったが、予算の都合上設けられていない。（但し、計画はある）[3]
  - 2022年度に整備拡充工事を行い完成。ただし当初計画とは異なり、観客席等はなく、ストリートセクションが増設された。 セクションのみ有限会社マサケン(MBM)が施工を行った。

## 歴史
- 2005年（平成17年）4月29日 - 開場する。[1][3]
- 2016年（平成28年）4月29日 - 改修及びキャメルセクションの追加。
- 2023年（令和5年）4月1日 - リニューアルオープン。残りの敷地にストリートセクションを増設。
- 2024年（令和6年）4月14日 - リニューアル1周年イベント。
- 2025年（令和7年）3月20日 - 旧セクション部アスファルトを一部コンクリートに改修。

## 開園時間・開園日・利用料金
- 無人管理であり、基本的に年中無休である。午前8時から日没まで使用可能である。（小中学生は午後5時までである）[1]
- 2023年度より三木市有料スポーツ施設となった。 年間利用料金 市内2,000円、市外3,000円、1day利用300円。 休場日は毎週木曜日と12/28～1/4。
- 利用時間はAM8:30～日没まで(PM7:00を限度とする）※2024年度より
- 三木山総合公園屋内プールにてプロテクター及びヘルメットのレンタルあり。3点セット500円/半日　ヘルメットのみ300円/半日

## その他
- 2014年ソチオリンピック日本代表の角野友基が小学生の時にスケボーの練習の為に通っていた。[3]